# Hans Grimm
Hans Erik Wilhelm Grimm, född 22 mars 1875 i Wiesbaden, död 27 september 1959 i Lippoldsberg (i nuvarande Wesertal), var en tysk författare.

## Biografi
Efter universitetsstudier i Lausanne och München blev Hans Grimm kontorist i Storbritannien och affärsman i Kaplandet. Erfarenheterna från sin tid i Afrika utnyttjade han som skönlitterär författare. Grimm framträdde med en rad skildringar ur livet i Sydafrika såsom Die Grobelaars (1907), Afrikafahrt West (1913), Südafrikanische Novellen (1913), Der Gang durch den Sand (1916), Die Olewagen-Saga (1918) och Der Ölsucher von Duala (1918). Mycket populär i Tyskland blev Grimm genom den stora politiska romanen Volk ohne Raum (2 band, 1926), där han energiskt underströk det tyska kravet på återlämnandet av de genom första världskriget förlorade tyska kolonierna. Grimms hävdande av kolonier som något livsnödvändigt för Tyskland anses ha påverkat Adolf Hitlers tankar i samma riktning. Liknande tankar gick igen i Die dreizehn Briefe aus Deutsch-Südwestafrika (1929), Das deutsche Südwesterbuch (1929) och Lüderitzland. 7 Begebenheiten (1934). Grimm anslöt sig till Nationalsocialistiska tyska arbetarepartiet och fick efter Hitlers makttillträde en framskjuten plats i tyskt kulturliv, blev ledamot av Deutsche Akademie der Dichtung i Berlin och Deutsche Akademie i München. Utdrag hur hans skrifter, främst Volk ohne Raum användes flitigt i propagandan före och under andra världskriget. Bland Grimms produktion under 1930-talet märks berättelserna Was wir suchen ist alles (1933), Des Elephanten Wiederkehr (1936) och Die drei lachenden Geschichten (1939) samt essäerna Der Schriftsteller und die Zeit (1931), Amerkanische Rede (1936) och Englische Rede. Wie ich den Engländer sehe (1938), de två senare även utgivna på engelska.